# William Dowdeswell
William Dowdeswell (* 12. März 1721 in Pull Court (Bushley bei Tewkesbury in Worcestershire); † 6. Februar 1775 in Nizza) war ein britischer Politiker und Schatzkanzler.

## Leben und Wirken
Er war der Sohn des William Dowdeswell (1682–1728), Gutsherr von Pull Court in Worcestershire. Sein Vater war zweimal verheiratet zuerst mit Catherine Cokayne (1687/1688–1716), der Tochter von Charles Cokayne, 3. Viscount Cullen (1658–1688), das Paar hatte einen Sohn und eine Tochter. Seine zweite Ehefrau und Mutter von William war Amy Hammond (1699–1754), die Tochter von Anthony Hammond (1668–1738), einem Schriftsteller und Politiker aus Somersham in Huntingdonshire, mit ihr hatte er noch drei weitere Söhne Richard († 1728), George († 1773) und Thomas († 1742).
Er erhielt seine schulische Ausbildung zunächst an der Westminster School, dann am Christ Church College der Universität Oxford und schließlich an der Universität Leiden. In Leiden machte er u. a. die Bekanntschaft von Charles Townshend (1725–1767), John Wilkes und Paul Henri Thiry d’Holbach, mit welchem er den Sommer 1746 auf dem Landsitz dessen Onkels, Adam François d’Holbach (um 1675–1753), Burg Heeze in Heeze, verbrachte.

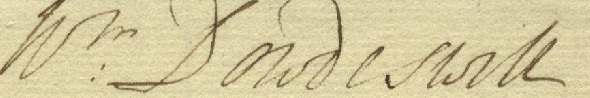
Unterschrift von William Dowdeswell

Von 1747 bis 1754 als Abgeordneter für das Borough Tewkesbury und von 1761 bis zu seinem Tod, 1775, als Abgeordneter für das County Worcestershire war er Mitglied des britischen House of Commons. 1765 wurde er ins Privy Council aufgenommen und war von 1765 bis 1766 unter Lord Rockingham Schatzkanzler (Chancellor of the Exchequer). Obwohl er nur kurze Zeit im Amt war, füllte er diese Position als Nachfolger von George Grenville erfolgreich aus und zeichnete sich als guter Finanzmann aus. Politisch war er ein Whig.
Dowdeswell heiratete am 15. November 1747 die Bridget Codrington (1729–1818), eine Tochter von Sir William Codrington, 1. Baronet († 1738). Das Paar hatte 15 Kinder.